# Sjukamp för herrar vid inomhusvärldsmästerskapen i friidrott 2022
Herrarnas sjukamp vid inomhusvärldsmästerskapen i friidrott 2022 hölls den 18 och 19 mars 2022 på Štark arena i Belgrad i Serbien. 12 tävlande från 9 nationer deltog. 
Damian Warner från Kanada vann guldet med ett världsårsbästa på 6 489 poäng, vilket även blev ett nytt kanadensiskt inomhusrekord. Silvermedaljen togs av schweiziska Simon Ehammer som också slog ett nationsrekord med 6 363 poäng och bronset gick till Ashley Moloney från Australien som satte ett oceaniskt inomhusrekord med 6 344 poäng.

## Resultat

### 60 meter
Tävlingen startade den 18 mars klockan 9:56.
| Placering | Heat | Namn                      | Nationalitet | Tid  | Poäng | Noteringar |
| --------- | ---- | ------------------------- | ------------ | ---- | ----- | ---------- |
| 1         | 2    | Damian Warner             | Kanada       | 6,68 | 999   | 0PB0       |
| 2         | 1    | Ashley Moloney            | Australien   | 6,70 | 992   | 0PB0       |
| 3         | 2    | Simon Ehammer             | Schweiz      | 6,72 | 984   | 0PB0       |
| 4         | 2    | Garrett Scantling         | USA          | 6,84 | 940   | 0PB0       |
| 5         | 2    | Hans-Christian Hausenberg | Estland      | 6,86 | 933   |            |
| 6         | 1    | Lindon Victor             | Grenada      | 6,91 | 915   | 0PB0       |
| 7         | 2    | Steve Bastien             | USA          | 6,94 | 904   | 0SB0       |
| 8         | 2    | Jorge Ureña               | Spanien      | 6,95 | 900   |            |
| 9         | 1    | Andri Oberholzer          | Schweiz      | 7,00 | 882   | 0PB0       |
| 10        | 1    | Dario Dester              | Italien      | 7,01 | 879   |            |
| 11        | 1    | Karel Tilga               | Estland      | 7,07 | 858   | 0PB0       |
| 12        | 1    | Kai Kazmirek              | Tyskland     | 7,22 | 806   | 0SB0       |

### Längdhopp
Tävlingen startade den 18 mars klockan 10:40.
| Placering | Namn                      | Nationalitet | #1     | #2     | #3     | Resultat | Poäng | Noteringar | Totalt |
| --------- | ------------------------- | ------------ | ------ | ------ | ------ | -------- | ----- | ---------- | ------ |
| 1         | Damian Warner             | Kanada       | x      | 8,05 m | x      | 8,05 m   | 1 073 | 0SB0       | 2 072  |
| 2         | Simon Ehammer             | Schweiz      | 8,04 m | 7,87 m | 7,98 m | 8,04 m   | 1 071 |            | 2 055  |
| 3         | Hans-Christian Hausenberg | Estland      | 7,96 m | x      | x      | 7,96 m   | 1 050 | 0PB0       | 1 983  |
| 4         | Ashley Moloney            | Australien   | 7,66 m | 7,56 m | 7,82 m | 7,82 m   | 1 015 | 0PB0       | 2 007  |
| 5         | Andri Oberholzer          | Schweiz      | 7,18 m | 7,42 m | 7,57 m | 7,57 m   | 952   | 0PB0       | 1 834  |
| 6         | Steve Bastien             | USA          | 7,27 m | x      | 7,56 m | 7,56 m   | 950   | 0SB0       | 1 854  |
| 7         | Lindon Victor             | Grenada      | 7,12 m | 7,56 m | x      | 7,56 m   | 950   | 0PB0       | 1 865  |
| 8         | Karel Tilga               | Estland      | 7,25 m | 7,20 m | 7,54 m | 7,54 m   | 945   | 0SB0       | 1 803  |
| 9         | Garrett Scantling         | USA          | 7,28 m | 7,40 m | 7,30 m | 7,40 m   | 910   | 0SB0       | 1 850  |
| 10        | Jorge Ureña               | Spanien      | 7,33 m | 7,29 m | x      | 7,33 m   | 893   |            | 1 793  |
| 11        | Dario Dester              | Italien      | 7,02 m | 7,11 m | 7,30 m | 7,30 m   | 886   |            | 1 765  |
| 12        | Kai Kazmirek              | Tyskland     | 6,66 m | 6,95 m | 6,93 m | 6,95 m   | 802   | 0SB0       | 1 608  |

### Kulstötning
Tävlingen startade den 18 mars klockan 12:06.
| Placering | Namn                      | Nationalitet | #1      | #2      | #3      | Resultat | Poäng | Noteringar | Totalt |
| --------- | ------------------------- | ------------ | ------- | ------- | ------- | -------- | ----- | ---------- | ------ |
| 1         | Garrett Scantling         | USA          | 16,37 m | 15,99 m | 16,37 m | 16,37 m  | 874   | 0PB0       | 2 724  |
| 2         | Lindon Victor             | Grenada      | 14,82 m | x       | 15,65 m | 15,65 m  | 830   | 0SB0       | 2 695  |
| 3         | Karel Tilga               | Estland      | 13,83 m | 14,84 m | 15,36 m | 15,36 m  | 812   |            | 2 615  |
| 4         | Damian Warner             | Kanada       | 14,37 m | 14,52 m | 14,89 m | 14,89 m  | 783   |            | 2 855  |
| 5         | Andri Oberholzer          | Schweiz      | 14,76 m | 13,91 m | 13,86 m | 14,76 m  | 775   |            | 2 609  |
| 6         | Simon Ehammer             | Schweiz      | 14,03 m | 14,23 m | 13,98 m | 14,23 m  | 742   | 0SB0       | 2 797  |
| 7         | Dario Dester              | Italien      | 13,62 m | 13,78 m | 14,03 m | 14,03 m  | 730   | 0SB0       | 2 495  |
| 8         | Jorge Ureña               | Spanien      | 13,41 m | 13,90 m | 13,89 m | 13,90 m  | 722   |            | 2 515  |
| 9         | Ashley Moloney            | Australien   | 13,87 m | 13,89 m | 13,46 m | 13,89 m  | 722   | 0SB0       | 2 729  |
| 10        | Hans-Christian Hausenberg | Estland      | 12,45 m | 13,62 m | x       | 13,62 m  | 705   |            | 2 688  |
| 11        | Kai Kazmirek              | Tyskland     | 12,89 m | 13,13 m | 13,40 m | 13,40 m  | 692   | 0SB0       | 2 300  |
| 12        | Steve Bastien             | USA          | x       | 13,19 m | x       | 13,19 m  | 679   | 0SB0       | 2 533  |

### Höjdhopp
Tävlingen startade den 18 mars klockan 19:05.
| Placering | Namn                      | Nationalitet | 1,84 m | 1,87 m | 1,90 m | 1,93 m | 1,96 m | 1,99 m | 2,02 m | 2,05 m | 2,08 m | 2,11 m | Resultat | Poäng | Noteringar | Totalt |
| --------- | ------------------------- | ------------ | ------ | ------ | ------ | ------ | ------ | ------ | ------ | ------ | ------ | ------ | -------- | ----- | ---------- | ------ |
| 1         | Steve Bastien             | USA          | –      | –      | –      | o      | –      | o      | xo     | xxo    | xxo    | xxx    | 2,08 m   | 878   | 0PB0       | 3 411  |
| 2         | Lindon Victor             | Grenada      | –      | –      | o      | o      | o      | xo     | o      | o      | xxx    |        | 2,05 m   | 850   | 0SB0       | 3 545  |
| 3         | Simon Ehammer             | Schweiz      | –      | –      | o      | o      | o      | xo     | xo     | xo     | xxx    |        | 2,05 m   | 850   | 0PB0       | 3 647  |
| 4         | Jorge Ureña               | Spanien      | –      | –      | xo     | –      | xo     | –      | xo     | xxo    | xxx    |        | 2,05 m   | 850   | 0SB0       | 3 365  |
| 5         | Hans-Christian Hausenberg | Estland      | –      | o      | –      | o      | o      | o      | o      | xxx    |        |        | 2,02 m   | 822   |            | 3 510  |
| 6         | Garrett Scantling         | USA          | –      | –      | –      | o      | –      | xxo    | o      | xxx    |        |        | 2,02 m   | 822   |            | 3 546  |
| 7         | Ashley Moloney            | Australien   | –      | –      | o      | –      | o      | –      | xo     | r      |        |        | 2,02 m   | 822   |            | 3 551  |
| 8         | Karel Tilga               | Estland      | –      | –      | –      | o      | xxo    | xo     | xo     | xr     |        |        | 2,02 m   | 822   | 0SB0       | 3 437  |
| 9         | Damian Warner             | Kanada       | –      | –      | –      | o      | o      | o      | xxx    |        |        |        | 1,99 m   | 794   | 0SB0       | 3 649  |
| 10        | Andri Oberholzer          | Schweiz      | –      | –      | o      | o      | o      | xo     | xxx    |        |        |        | 1,99 m   | 794   |            | 3 403  |
| 11        | Dario Dester              | Italien      | o      | –      | o      | xxo    | xxo    | xxx    |        |        |        |        | 1,96 m   | 767   |            | 3 262  |
| 12        | Kai Kazmirek              | Tyskland     | 0DNS0  | 0DNS0  | 0DNS0  | 0DNS0  | 0DNS0  | 0DNS0  | 0DNS0  | 0DNS0  | 0DNS0  | 0DNS0  | 0DNS0    | 0DNS0 | 0DNS0      | 0DNS0  |

### 60 meter häck
Tävlingen startade den 19 mars klockan 9:33.
| Placering | Heat | Namn                      | Nationalitet | Tid         | Poäng | Noteringar | Totalt |
| --------- | ---- | ------------------------- | ------------ | ----------- | ----- | ---------- | ------ |
| 1         | 2    | Damian Warner             | Kanada       | 7,61        | 1 082 | 0MR0       | 4 731  |
| 2         | 2    | Simon Ehammer             | Schweiz      | 7,75        | 1 046 |            | 4 693  |
| 3         | 2    | Ashley Moloney            | Australien   | 7,88        | 1 012 | 0PB0       | 4 563  |
| 4         | 2    | Jorge Ureña               | Spanien      | 7,98        | 987   |            | 4 352  |
| 5         | 2    | Hans-Christian Hausenberg | Estland      | 7,99        | 984   |            | 4 494  |
| 6         | 1    | Andri Oberholzer          | Schweiz      | 8,12 (,111) | 952   | 0PB0       | 4 355  |
| 7         | 1    | Dario Dester              | Italien      | 8,12 (,114) | 952   |            | 4 214  |
| 8         | 1    | Steve Bastien             | USA          | 8,14        | 947   |            | 4 358  |
| 9         | 1    | Karel Tilga               | Estland      | 8,39        | 886   |            | 4 323  |
| 10        | 1    | Lindon Victor             | Grenada      | 8,41        | 881   | 0SB0       | 4 426  |
| 1         | 2    | Garrett Scantling         | USA          | 0DNS0       | 0DNS0 | 0DNS0      | 0DNS0  |

### Stavhopp
Tävlingen startade den 19 mars klockan 10:45.
| Placering | Namn                      | Nationalitet | 4,40 m | 4,50 m | 4,60 m | 4,70 m | 4,80 m | 4,90 m | 5,00 m | 5,10 m | 5,20 m | 5,30 m | 5,40 m | Resultat | Poäng | Noteringar | Totalt |
| --------- | ------------------------- | ------------ | ------ | ------ | ------ | ------ | ------ | ------ | ------ | ------ | ------ | ------ | ------ | -------- | ----- | ---------- | ------ |
| 1         | Hans-Christian Hausenberg | Estland      | –      | –      | –      | –      | o      | –      | o      | o      | xo     | xo     | xxx    | 5,30 m   | 1 004 | 0PB0       | 5 498  |
| 2         | Ashley Moloney            | Australien   | –      | –      | o      | –      | o      | o      | o      | o      | xxx    |        |        | 5,10 m   | 941   | 0PB0       | 5 504  |
| 3         | Simon Ehammer             | Schweiz      | –      | –      | o      | o      | o      | xo     | xxo    | xxo    | xxx    |        |        | 5,10 m   | 941   | 0PB0       | 5 634  |
| 4         | Andri Oberholzer          | Schweiz      | –      | –      | –      | o      | xo     | o      | o      | xxx    |        |        |        | 5,00 m   | 910   |            | 5 265  |
| 5         | Damian Warner             | Kanada       | –      | –      | o      | o      | o      | xxo    | xxx    |        |        |        |        | 4,90 m   | 880   | 0PB0       | 5 611  |
| 6         | Dario Dester              | Italien      | –      | –      | o      | –      | xo     | xxo    | xxx    |        |        |        |        | 4,90 m   | 880   |            | 5 094  |
| 7         | Jorge Ureña               | Spanien      | –      | –      | –      | –      | xxo    | –      | xxx    |        |        |        |        | 4,80 m   | 849   |            | 5 201  |
| 8         | Lindon Victor             | Grenada      | xxo    | xo     | o      | o      | xxx    |        |        |        |        |        |        | 4,70 m   | 819   | 0SB0       | 5 245  |
| 9         | Steve Bastien             | USA          | –      | o      | xo     | xo     | xxx    |        |        |        |        |        |        | 4,70 m   | 819   |            | 5 177  |
| 10        | Karel Tilga               | Estland      | –      | xo     | xxx    |        |        |        |        |        |        |        |        | 4,50 m   | 760   |            | 5 083  |
| 11        | Garrett Scantling         | USA          | 0DNS0  | 0DNS0  | 0DNS0  | 0DNS0  | 0DNS0  | 0DNS0  | 0DNS0  | 0DNS0  | 0DNS0  | 0DNS0  | 0DNS0  | 0DNS0    | 0DNS0 | 0DNS0      | 0DNS0  |

### 1 000 meter
Tävlingen startade den 19 mars klockan 19:40.
| Placering | Namn                      | Nationalitet | Resultat | Poäng | Noteringar | Totalt |
| --------- | ------------------------- | ------------ | -------- | ----- | ---------- | ------ |
| 1         | Steve Bastien             | USA          | 2.37,89  | 897   | 0SB0       | 6 074  |
| 2         | Karel Tilga               | Estland      | 2.39,28  | 881   | 0SB0       | 5 964  |
| 3         | Damian Warner             | Kanada       | 2.39,56  | 878   | 0SB0       | 6 489  |
| 4         | Jorge Ureña               | Spanien      | 2.42,28  | 848   | 0SB0       | 6 049  |
| 5         | Ashley Moloney            | Australien   | 2.43,01  | 840   | 0PB0       | 6 344  |
| 6         | Dario Dester              | Italien      | 2.43,49  | 835   | 0SB0       | 5 929  |
| 7         | Andri Oberholzer          | Schweiz      | 2.43,61  | 834   | 0PB0       | 6 099  |
| 8         | Lindon Victor             | Grenada      | 2.48,21  | 784   | 0SB0       | 6 029  |
| 9         | Simon Ehammer             | Schweiz      | 2.53,54  | 729   | 0SB0       | 6 363  |
| 10        | Hans-Christian Hausenberg | Estland      | 2.57,10  | 693   | 0SB0       | 6 191  |

### Slutställning
Efter samtliga grenar.
| Placering | Namn                      | Nationalitet | Poäng | Noteringar |
| --------- | ------------------------- | ------------ | ----- | ---------- |
| 1         | Damian Warner             | Kanada       | 6 489 | 0VB0, 0NR0 |
| 2         | Simon Ehammer             | Schweiz      | 6 363 | 0NR0       |
| 3         | Ashley Moloney            | Australien   | 6 344 | 0AR0       |
| 4         | Hans-Christian Hausenberg | Estland      | 6 191 | 0PB0       |
| 5         | Andri Oberholzer          | Schweiz      | 6 099 | 0PB0       |
| 6         | Steve Bastien             | USA          | 6 074 | 0PB0       |
| 7         | Jorge Ureña               | Spanien      | 6 049 | 0SB0       |
| 8         | Lindon Victor             | Grenada      | 6 029 | 0NR0       |
| 9         | Karel Tilga               | Estland      | 5 964 | 0SB0       |
| 10        | Dario Dester              | Italien      | 5 929 |            |
| 11        | Garrett Scantling         | USA          | 0DNF0 | 0DNF0      |
| 11        | Kai Kazmirek              | Tyskland     | 0DNF0 | 0DNF0      |